# Ficquelmont

Wapen van de familie de Ficquelmont

De Ficquelmont, ook De Ficquelmont de Vyle, was een Zuid-Nederlandse adellijke familie van Lotharingse origine.

## Florimond de Ficquelmont de Vyle
Florimond Joseph Aloïs Ignace de Ficquelmont de Vyle (Oedenburg, Hongarije, 20 maart 1763 - Hoei, 18 april 1838) was een Zuid-Nederlands officier en ambtenaar.
Hij was een zoon van luitenant-kolonel Charles de Ficquelmont en van gravin Marie-Anne de Putler. Hij was een broer van Jan-Nepomucenus de Ficquelmont (hiernavolgend), die in 1822 adelserkenning verkreeg.
Zoals zijn vader en zijn broer, trad hij toe tot het Oostenrijkse leger en bereikte de graad van luitenant-kolonel. Hij werd na de revolutiejaren districtscommissaris voor Hoei.
Hij trouwde in 1794 met Marie-Thérèse de Limpens (1772-1799), dochter van Gaspar Joseph Ferdinand de Limpens, en ze hadden twee dochters en een zoon. Hij hertrouwde in 1802 met barones Marie-Catherine de Goër de Herve (1760-1840) en ze hadden een zoon die vroeg stierf. 
In 1816 ten tijde van het Verenigd Koninkrijk der Nederlanden verkreeg Florimond erkenning in de erfelijke adel met de titel graaf, overdraagbaar op alle afstammelingen, en benoeming in de Ridderschap van de provincie Luik, onder de naam de Ficquelmont de Vyle.
Zijn enige hem overlevende zoon, graaf Charles-Emile de Ficquelmont de Vyle (Brussel, 1796 - Palimanang, 1838), artilleriekapitein in Java, bleef na 1830 Nederlands staatsburger. Van zijn zeven kinderen bleven er zes Nederlander, terwijl graaf Charles de Vicquelmont (hiernavolgend) koos voor de Belgische nationaliteit.

## Jean de Ficquelmont
- Jean Népomucène Ignace Charles Antoine de Ficquelmont (Nagguivarin-Kalikrieth (Hongarije), 20 december 1753 - 18 oktober 1833), oudere broer van Florimond, verkoos in de familietraditie voor militaire dienst en werd officier in de Oostenrijkse legers, met standplaats in de Oostenrijkse Nederlanden. Hij trouwde in 1780 met Marie-Thérèse Papeians de Morchoven dit van der Strepen (1756-1790) en hertrouwde in 1793 met Rosine Hervay de Kirchberg (1772-1838). Uit het eerste huwelijk sproten twee kinderen en uit het tweede zeven.
  - Antoine-Jacques de Ficquelmont (Gent, 1789 - Den Haag, 1839], de enige van de negen die voor nageslacht zorgde, werd majoor en vleugeladjudant van prins Frederic der Nederlanden. Hij bleef na 1830 de Nederlandse nationaliteit behouden. Hij trouwde in 1837 in Tilburg met Marie-Thérèse de Chestret (1799-1877). Ze hadden twee voorhuwelijkse kinderen: Alice de Ficquelmont (1828-1897) en
    - Edouard de Ficquelmont (Sint-Jans-Molenbeek, 1823 - Gent, 1899), officier in het Belgisch leger, trouwde in Gent in 1854 met Alix Schoorman (1832-1902). Ze kregen vijf dochters, met als gevolg dat deze familietak de Ficquelmont, wat de naamdragers betreft, in 1899 uitdoofde.

## Charles de Ficqelmont
- Charles Joseph de Ficquelmont  (Samarang, 21 oktober 1834 - Sint-Truiden, 27 januari 1906), zoon van de hierboven genoemde Charles Emile de Ficquelmont, doorliep een militaire carrière in het Nederlandse leger. Hij trouwde in Batavia in 1863 met Gesina Schnelle (Groningen, 1846 - Elsene, 1903) en ze hadden in Batavia drie zoons en drie dochters. Nadat ze naar Nederland waren teruggekeerd, ging het echtpaar de Ficquelmont zich in 1884 in Sint-Truiden vestigen. In 1885 verkreeg hij opname in de Belgische adel met de titel graaf, overdraagbaar op alle afstammelingen.
  - Eugenie de Ficquelmont (1870-1934) trouwde met jonkheer Willem Beelaerts van Blokland (1837-1907) en trouwde een tweede maal met Louiq Stellingwerff (1855-1927), advocaat-generaal bij het hof van beroep in Luik.
  - graaf Alphonse de Fiquelmont de Vyle (Batavia, 1875 - Sint-Pieters-Woluwe, 1936), trouwde met Anne-Marie Mack (1873-1960), met wie hij twee dochters had.

In mannelijke lijn doofde de familie de Ficquelmont (de Vyle) uit in 1948 en de laatste vrouwelijke naamdrager overleed in 1991.